# Jean-Charles Varennes
Jean-Charles Varennes, né le 18 mars 1915 au Brethon (Allier) et mort le 10 mai 1995 à Montluçon, est un écrivain français, auteur de romans et de livres historiques en rapport avec la province du Bourbonnais. 
Il a écrit aussi dans de nombreux journaux et magazines.

## Biographie
Jean-Charles Varennes est né dans une famille d'instituteurs. Il a lui-même été instituteur.
Pendant la Seconde Guerre mondiale, il entre dans la Résistance ; il est chargé de la coordination entre les sections du Comité des intellectuels du Bourbonnais.
Il a été collaborateur, chroniqueur ou critique littéraire de nombreux titres de presse : Le Figaro, La Montagne, Allier Magazine, Cahiers bourbonnais.
Il reçoit en 1959 le prix Sidoine-Apollinaire et en 1990 le prix Allen. Il a été primé quatre fois par l'Académie française.
Après la guerre, il devient instituteur spécialisé ; il enseigne à Montluçon dans des classes pour enfants inadaptés. Il a aussi donné son temps en faveur de l'enfance défavorisée par sa participation à plusieurs associations ou instances.

## Œuvres

### Romans
- Les Trois Nièces de tante Agathe, Moulins, Crépin-Leblond, 1944.
- Les Fiancés du Creux-Chaud, Éd. du Beffroi, 1946.
- Les Trouvères de la liberté[2], Paris, Société anonyme de l'imprimerie, 1955 (Prix Gabriel-Nigon). Rééd., Paris, M. Vincent, 1984.  (ISBN 2-86756-025-X)

### Ouvrages historiques
- Le Pays bourbonnais, géographie du département de l'Allier, en collab. avec H. Gourin et R. Bourgougnon, Guéret, Presses du Massif central, 1955, 64 p., ill., cartes.
- Le  Bourbonnais et ses écrivains, textes choisis et présentés par Henry Gourin et Jean-Charles Varennes, gravures originales de Ferdinand Dubreuil, préface d'Éd. Barbe, Guéret, Presses du Massif central, 1958, 127 p.
- Voyage à travers le Bourbonnais, Ingersheim, SAEP, 1972, 99 p., ill.
- Au cœur de la vallée du Haut Cher, Montluçon, Clermont-Ferrand, Volcans, 1974, 273 p.  (ISBN 978-2-85260-034-8)
- Les Très riches heures du Bourbonnais, Paris, Librairie académique Perrin, 1975, 355 p., ill. (Prix Toutain de l'Académie française).
- Anne de Bourbon, roi de France, Paris, Librairie académique Perrin, 1978, 409 p., ill. (Prix Feydeau de Brou 1978 de l'Académie française).  (ISBN 2-262-00093-X)
- Bourbonnais, terre des sources, Paris, Éd. France-Empire, 1979, 548 p., ill. (Prix Broquette-Gonin 1980 de l'Académie française).
- Quand les ducs de Bourbon étaient connétables de France, Paris, Fayard, 1980, 345 p., ill.  (ISBN 2-213-00905-8)
- Les Bourbon Busset, Paris, Librairie académique Perrin, 1981, 346 p., ill. (Prix Broquette-Gonin 1982 de l'Académie française).  (ISBN 2-262-00234-7)
- Les grandes heures de la Haute-Marche, Paris, Librairie académique Perrin, 1983, 363 p., ill.  (ISBN 2-262-00296-7)
- Les grandes heures du Berry, Paris, Librairie académique Perrin, 1987, 458 p., ill.  (ISBN 2-262-00441-2)
- Le Maréchal de La Palice ou le dernier des chevaliers français, Paris, Librairie académique Perrin, 1989, 214 p., ill.  (ISBN 2-262-00709-8)
- Montluçon et ses environs autrefois, Le Coteau, Horvath, 1989 160 p., ill.  (ISBN 2-7171-0690-1)
- C'était hier en Bourbonnais : 1850-1914. Du fond d'un peuple paysan, ill. de Jean-Gabriel Séruzier, Le Coteau, Horvath, 1989, 173 p., ill.  (ISBN 2-7171-0660-X)
- C'était hier en Bourbonnais : 1850-1914. Les harpes de fer, ill. de Jean-Gabriel Séruzier, Éd. du Parc-Horvath, 1991, 176 p., ill.  (ISBN 2-7171-0738-X)
- Au fil de l'Allier (coll. « Les belles rivières de France »), Éd. de Borée, 1991, 96 p., ill.  (ISBN 2-908592-05-3)
- Dans l'Allier, notre école au bon vieux temps. Les Hussards noirs de la République, avec la collaboration d'André Pelletier, Lyon, Horvath, 1994, 111 p., ill.  (ISBN 2-7171-0682-0)
- Les compagnons de ma gloire : souvenirs du petit Charles, Prémilhat, Éd. Amis du théâtre populaire de Montluçon de Montluçon, 1996, 250 p. ill.  (ISBN 2-9502433-3-9)

## Hommages
- Des rues portent son nom à Deux-Chaises, à Murat (Allier). Une allée Jean-Charles-Varennes se trouve à Montluçon (voie piétonne).
- Un sentier de randonnée porte son nom au départ de Murat[3].